# Augyles grohmanni
Augyles grohmanni is een keversoort uit de familie oevergraafkevers (Heteroceridae). De wetenschappelijke naam van de soort is voor het eerst geldig gepubliceerd in 1987 door Mascagni.